# Uranophora quadristrigata
Uranophora quadristrigata là một loài bướm đêm thuộc phân họ Arctiinae, họ Erebidae.